# مسجد نور الإحسان
مسجد نور الإحسان (بالإنجليزية: Nur ul-Ihsan Mosque ) هوأقدم مسجد في مدينة بنوم بنه عاصمة كمبوديا.

## البناء
بني مسجد نور الإحسان في عام 1813 من قبل المجتمع شام المحلي، ومن نجا من نظام الخمير الحمر الذي حويل إلى حظيرة، يقع المسجد على بعد سبعة كيلومترات إلى الشمال من وسط العاصمة بنوم بنه .

## وصلات خارجية
- موقع مسجد نور الإحسان على الخريطة